# Karl Ludwig Sand
Pour les articles homonymes, voir Sand.
Karl-Ludwig Sand, né le 5 octobre 1795 à Wunsiedel et exécuté le 20 mai 1820 à Mannheim, est un étudiant bavarois, membre d'une Burschenschaft et auteur du premier assassinat politique répertorié en Allemagne, celui du dramaturge August von Kotzebue.

## Origine familiale
Issu par son père Gottfried Christoph (von) Sand (1753-1823), haut magistrat, d'une ancienne famille de la petite noblesse de Cobourg, et par sa mère, Dorothée Johanna Wilhelmina Schöpf (1766–1826), de la riche bourgeoisie brandebourgeoise.

## Jeunesse, études et activisme politique
Ses jeunes années furent marquées par l'occupation des troupes françaises (1806-1807) et ses conséquences humaines et financières sur les Allemands. Très patriote, fortement inspiré par le luthéranisme, il subit aussi l'influence de l'enseignement pangermaniste de l'éducateur Jahn (1778-1852).
Inscrit en théologie le 27 novembre 1814 à l'Université de Tübingen, il fut rapidement initié dans la branche locale de la Teutonia (et admis définitivement comme membre le 22 avril 1815).
C'est à cette époque qu'il effectue un petit voyage en Suisse dont il reviendra très déçu: il souhaitait y retrouver l'esprit patriotique du Guillaume Tell de Schiller.
À l'annonce du retour de Napoléon de l'île d'Elbe, il s'engage comme volontaire dans les forces alliées contre les Français et combat à Waterloo ; il est ensuite stationné à Auxerre pendant l'occupation, puis, démobilisé en décembre 1815, s'inscrit à l'Université d'Erlangen.
Il y participe activement à la fondation (1817) de la fraternité Alten Erlanger Burschenschaft Teutonia 1, dont il sera le chef spirituel (jusqu'en juin 1817) et le principal rédacteur du règlement.
Il est alors témoin de la mort par noyade (22 juin 1817) de son ami Georges Dittmar (1795-1817), mort qui le déstabilise profondément.

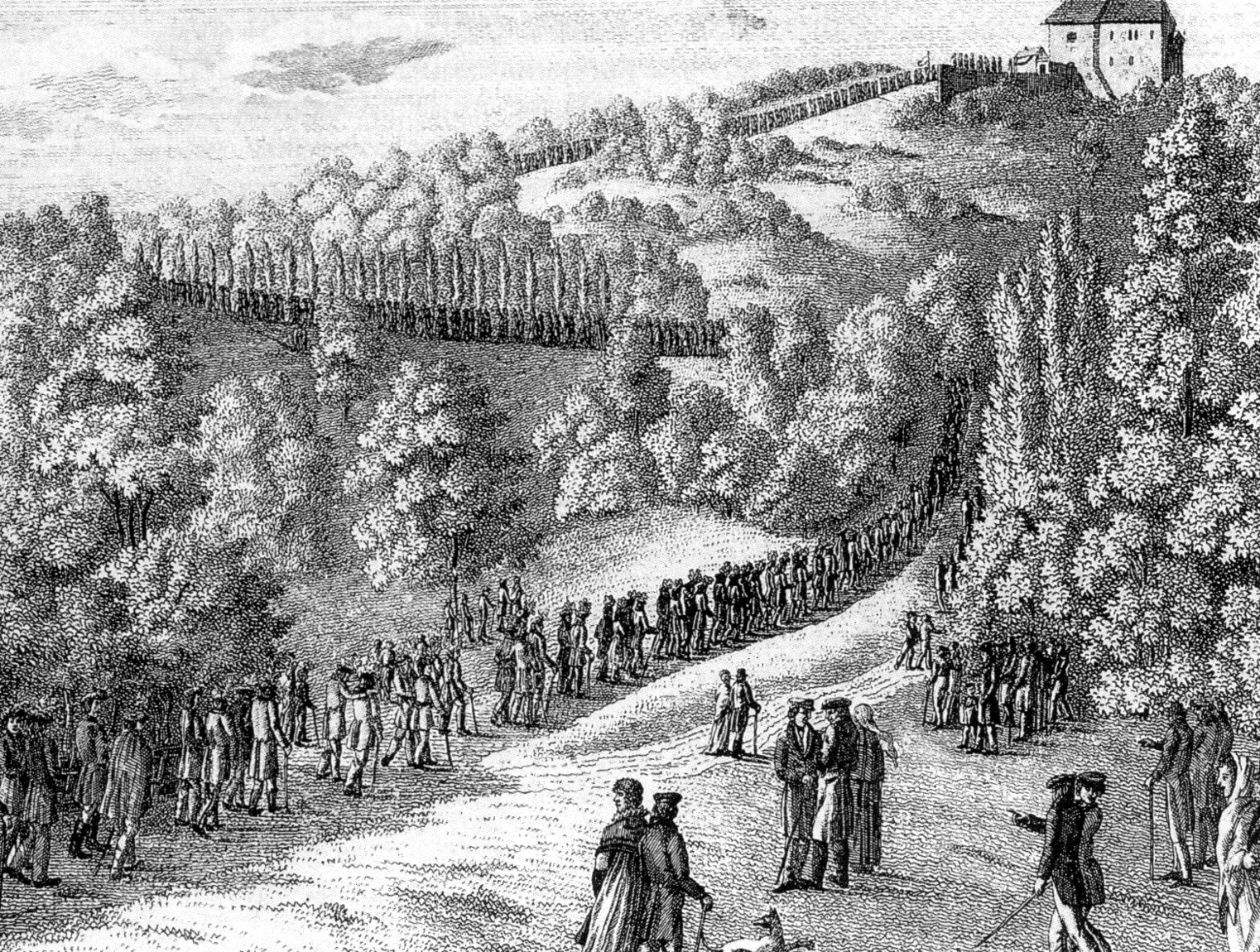
Procession des étudiants allemands vers le château de Wartburg (18 et 19 juin 1817)

Il participe peu après aux cérémonies de Wartburg (18 octobre 1817), organisées sur le modèle de la fête de la raison et pour le trois-centième anniversaire de l'affichage des 95 thèses de Luther sur les portes de l'église de Wittemberg, et, plus justement (les dates coïncident) le quatrième anniversaire de la défaite française de Leipzig.
À cette occasion, il prend une part active avec d'autres étudiants à un autodafé improvisé d'ouvrages jugés antigermanistes et de symboles napoléoniens, dont l'Histoire de l'Empire allemand d'Auguste de Kotzebue, auteur de théâtre à (grand) succès mais considéré par les pangermanistes comme un francophile, un agent russe, traître à sa patrie.
Poursuivant ses études à l'Université d'Iéna, il y est particulièrement sensible à l'enseignement des pangermanistes Fries (1773-1843), Luden (de) (1778-1847) et Oken (1779-1851), lesquels avaient tous trois participé activement aux cérémonies de Wartburg et étaient, du moins Luden et Oken, ennemis affichés de Kotzebue.
Quoiqu'inscrit en théologie, Sand y suivra aussi des cours d'anatomie, dans le but de mieux connaitre les faiblesses du corps humain.
Il est alors admis dans la fraternité Urburschenschaft (modèle de la Teutonia à laquelle il avait appartenu), et y fonde un cercle scientifique qui regroupe certains des futurs organisateurs de l'unité allemande, notamment  Gagern (1799-1880), Leo (1799-1878), Binzer (1793-1868) et Lornsen (de) (1793-1838).
Parallèlement, il adhère aux thèses de Follen (1793-1840), qui fédère alors les membres les plus extrémistes de la fraternité, partisans de la violence politique.

## L'assassinat de Kotzebue

### Pourquoi Kotzebue?
Naguère auteur à succès, alors très apprécié pour ses critiques virulentes anti-napoléoniennes, Kotzebue va, notamment pour son rôle de consul général de Russie à Weimar, passer peu à peu du statut de héros national à celui de traître, aux yeux de la jeunesse libérale allemande, éprise de liberté et d'unité patriotique. Il faut dire qu'il avait su se faire détester des habitants de Weimar.

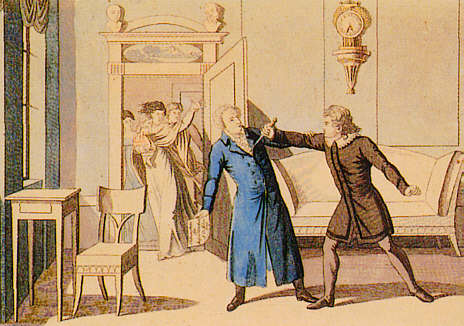
Assassinat d'Auguste de Kotzebuë (23 mars 1819)

Habile écrivain, sachant suivre sinon amorcer les tendances littéraires, il se révélera par ailleurs un bien piètre politique et le soutien farouche d'un régime de plus en plus honni. Intervenant souvent dans la vie politique allemande pour y défendre la cause russe, il s'y fera peu à peu de nombreux ennemis, notamment parmi les intellectuels patriotes, tout à fait opposés au système autocratique qu'il prétendait défendre.
Ainsi, selon des témoignages recueillis peu après son assassinat par Dumas père, qui les consigna avec enthousiasme dans son excursion sur les bords du Rhin, Kotzebue s'attira maladroitement la haine d'Oken et de Luden, donc de leurs étudiants et disciples, au nombre desquels le jeune Sand.
- Affaire Kotzebue-Oken : le savant naturaliste Oken avait peu à peu, suivant l'exemple fameux des encyclopédistes, converti son journal scientifique Isis (de) en un pamphlet scientifico-patriotique. Devant le succès croissant de cette nouvelle version du journal, le duc de Saxe-Weimar préféra tout d'abord ne pas intervenir. Néanmoins, les articles devenant plus critiques à chaque parution, notamment à l'endroit de la Russie, alors représentée à Weimar par l'ombrageux Kotzebue, le duc exigea à la demande de l'écrivain qu'Oken choisisse entre son journal et ses fonctions professorales, proposition que l'intéressé rejeta: il fut alors immédiatement limogé, mesure qui fut des plus impopulaires. Et Oken de poursuivre ses articles politiques dans Isis.
- Affaire Luden-Kotzebue : l'historien Luden avait lui aussi fondé avec l'écrivain Bertuch (1747-1822) la Nemesis (de), revue politique initialement destinée à soutenir la lutte allemande contre l'envahisseur français[19] ; à la chute de l'Empire, Nemesis devint l'organe de référence du patriotisme allemand, et tout particulièrement de l'unité allemande, publiant fréquemment des critiques sur les autres puissances européennes. C'est justement l'un de ces articles, fustigeant l'administration russe, qui attira l'attention de Kotzebue, lequel rédigea alors un rapport en français[20] destiné à l'empereur Alexandre où il soulignait tous les points litigieux; peu sûr de son style et souhaitant envoyer un rapport lisse et bien écrit, Kotzebue confia son brouillon à un copiste-relecteur qui - maladresse ou malignité - demanda de l'aide à des professeurs spécialistes du français, dont l'un envoya une copie à Luden, qui décida immédiatement d'en faire paraître dans le prochain Nemesis une traduction partielle, assortie de commentaires sur Kotzebue. Lequel en fut averti et tenta, par tous moyens, d'en empêcher la parution. Si l'essentiel du tirage fut bien détruit par les Autorités à la demande de l'intéressé, une partie (environ 300 exemplaires furent - curieusement - épargnés par l'administration) fut toutefois distribuée aux étudiants, dont le sentiment anti-Kotzebue n'en fut que renforcé ; ennemi juré de Kotzebue, Oken en reçu lui aussi un exemplaire et le reproduisit dans l'Isis.

Et c'est ainsi que tous les Allemands furent rapidement au courant des activités antipatriotiques et de l'allégeance à la tyrannie de Kotzebue, lequel, ulcéré par l'affaire autant que par la mauvaise volonté affichée des autorités de Weimar à son endroit, répliqua en fustigeant pêle-mêle dans sa literarische Wochenblatt (novembre 1817), l'administration du duché, la presse, les universités et les fraternités étudiantes, se mettant ainsi définitivement à dos l'ensemble des habitants de Saxe-Weimar sinon tous la jeunesse allemande.

### Sand et Kotzebue
C'est vraisemblablement peu après ces deux affaires que Sand conçut le projet d'assassiner l'écrivain Kotzebue, symbole à ses yeux (ainsi qu'à tous les patriotes Allemands) de la tyrannie et de la traîtrise, comme il l'écrit dans son journal le 5 mai 1818 ; il avait été profondément choqué par le pamphlet anti-Weimar, ainsi qu'il le consigna le 17 novembre 1817 dans son journal, de grande qualité littéraire, dont Dumas père a traduit de larges extraits dans son Excursion sur les bords du Rhin.
Patriote mystique, Sand semble aussi s'être beaucoup inspiré de la vie et de l'œuvre du poète militaire Körner, mort au champ d'honneur en 1813 contre les Français et modèle de la jeunesse allemande, notamment des patriotes : il en citait tout particulièrement la première strophe du poème-testament de Körner - An mein Volk (= à mon peuple).
Cette recherche, quasi mystique, d'un destin historique l'obsède: Seigneur, ... fais que je sois un Christ pour l'Allemagne et que, comme et par Jésus, je sois fort et patient dans la douleur !...
Le 5 mai 1818, l'ennemi a un nom et un qualificatif : ... je m'étonne toujours qu'il ne s'en trouve pas un parmi nous assez courageux pour enfoncer un couteau dans la gorge de Kotzebuë ou de tout autre traitre !... Il se focalise désormais sur le consul général de Russie, et comprend que son destin est de le tuer, tel qu'il le consigne dans son journal le 31 décembre 1818.
Afin, semble-t-il, de ne pas associer aux conséquences de son projet ses camarades de l'Urburschenschaft, il démissionne de ses fonctions en février 1819 et abandonne définitivement l'université et ses amis en mars, prétextant un voyage vers sa famille. Il laisse sur la table de sa chambre d'étudiant une lettre testament fleuve (datée du 8 mars 1818), destinée à sa famille et expliquant son futur geste.

### L'assassinat
Il se rend à Mannheim le 23 mars 1819 afin d'obtenir, sous une fausse identité courlandaise, une entrevue avec Kotzebue, entrevue qui lui est accordée au domicile de l'écrivain à cinq heures de l'après-midi. Presque aussitôt après avoir été introduit, il frappe son hôte de plusieurs coups de poignard à la poitrine, le traitant de traître à la Patrie.
Interrompu dans son action par le plus jeune fils (4 ans) de l'écrivain, témoin malgré lui de l'assassinat de son père, Sand se donne alors lui-même un violent coup de poignard dans la poitrine, se blessant au poumon, puis s'enfuit dans la rue, où il se poignarde à nouveau, cette fois dans le dos, et perd conscience.

### Condamnation[35]

#### Convalescence et traitement de faveur
Sand est alors ramassé évanoui par la police et transporté dans un hôpital où l'on lui soigne une vilaine blessure au poumon (il y reste un trimestre), puis est conduit une fois guéri à la prison de Mannheim, où il bénéficiera d'un traitement de faveur: pas de chaînes, visites autorisées, une cellule spacieuse et aucune promiscuité avec les autres prisonniers; il se tiendra lui-même comme un prisonnier modèle, toujours courtois et déférent avec ses gardiens, les membres de la commission d'enquête et les magistrats.

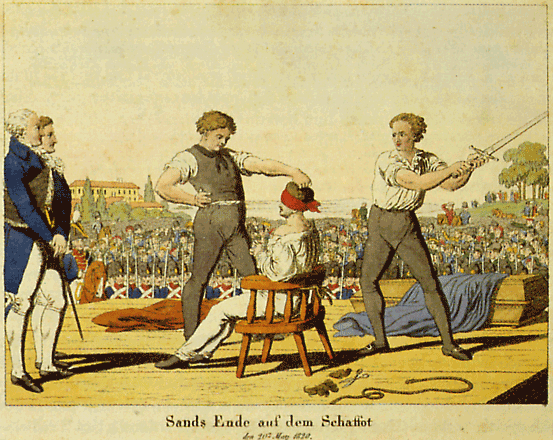
Exécution publique de Carl-Ludwig Sand (20 mai 1820)

La durée de sa longue convalescence - plus de 13 mois pendant lesquels il fut, selon les témoignages recueillis, constamment alité - agaça particulièrement l'empereur de Russie qui exigea que la commission d'enquête, qui penchait de plus en plus en faveur de l'acquittement, dépêchât un médecin pour constater que le prisonnier était suffisamment bien portant pour faire face à ses juges. Un médecin fut donc missionné qui informa la Cour suprême, à la demande expresse du convalescent, que Sand était en état d'être jugé.

#### Procès et condamnation
Au cours du procès, Sand reconnut sans discuter la totalité des faits qui lui étaient reprochés, regrettant toutefois son geste, tout en le replaçant dans un contexte politique. Soupçonnant, mais sans pousser davantage, Follen d'être instigateur du crime, le juge baron Karl von Sauerbronn (de) du tribunal de Mannheim le condamna à mort par décollation le 20 mai 1820; la sentence fut notifiée (le 17 mai) au condamné trois jours avant son exécution, selon la loi en vigueur.

#### Derniers jours du condamné
Le condamné, toujours alité, passa la journée du 18 mai à recevoir des proches et d'autres personnes qui avaient demandé à le voir : tous les visiteurs - notamment le major Holzungen, qui l'avait ramassé dans la rue et mis aux arrêts - témoignèrent leur admiration devant son courage et sa détermination.
Mais ce fut le bourreau Widemann qui, selon le témoignage qu'il en fit à Dumas, fut le plus impressionné par le courage et le sang-froid du condamné, qui n'hésita pas à mettre en scène son exécution afin qu'elle réussisse au mieux, considérant la demi-paralysie dont il souffrait. Au partir du bourreau, tout retourné par l'entrevue, Sand l'encouragea encore pour le lendemain en lui prodiguant un ultime conseil...

#### Exécution: du meurtrier de Kotzebue au martyr de la cause de la liberté allemande
Depuis que la date de l'exécution avait été divulguée, de nombreux étudiants allemands affluaient à Mannheim, certains logeant dans les villages alentour, ne trouvant plus de place dans la ville. Le duché s'en émut qui y dépêcha quinze ou dix-huit cents hommes, sous le commandement du général von Neustein, ainsi qu'une compagnie d'artilleurs et quatre pièces de canon.
Craignant toujours un affrontement généralisé des étudiants et des militaires, les Autorités eurent alors l'idée d'avancer l'heure de l'exécution (initialement fixée à deux heures de l'après-midi), ce qui n'était légalement possible qu'avec l'assentiment exprès du condamné : on alla donc le réveiller dans sa cellule à quatre heures du matin en lui demandant, afin d'empêcher toute rixe, d'accepter de mourir à six heures du matin. Ce que l'intéressé confirma par écrit dans un billet qu'il remit à ses geôliers ; après s'être lavé et habillé, Sand rencontra son bourreau, lequel tenta de lui cacher la vue de l'épée. Sand la remarqua et demanda à l'examiner, avec une pointe d'humour :  ... montrez-mol votre épée ; il faut bien faire connaissance avec les gens à qui on aura à faire.
Malgré tout ce luxe de précautions, la foule fut rapidement au courant du passage du condamné, et certains, en larmes, lancèrent des bouquets de fleurs dans sa calèche. Tous tentèrent de l'accompagner vers l'échafaud, si bien que son déplacement en fut quelque peu retardé. Une fois sorti de sa calèche, Sand parvint, avec difficultés (il souffrait toujours de ses blessures), à monter les huit marches de l'estrade, puis s'assit sur la chaise qui lui avait été préparée.
Il tenta de faire une déclaration à la foule amie, mais s'arrêta brusquement comme on lui rappelait qu'il s'était engagé - verbalement - à n'en faire aucune. Il s'essuya alors la sueur du cou et du front et roula le mouchoir puis le jeta dans la foule. Au même instant, le mouchoir fut déchiré en mille morceaux, et tous ceux qui en avaient un lambeau élevèrent la main en criant: - Sand! Sand !.. adieu, Sand !... Le bourreau lui coupa alors les cheveux, qu'il portait longs, puis lui lia les mains, non dans le dos mais sur les cuisses, afin que sa tête, qu'il tenait avec difficulté, fut enfin droite.
Le bourreau, visiblement ému, dut s'y reprendre à deux fois, lui coupant la tête et la main gauche.
Ensuite, et cela est rapporté par de nombreux témoins (certaines pièces sont parvenues jusqu'à nous, pieusement conservées dans les archives de certaines fraternités), la foule, dans un élan quasi mystique, se précipita vers l'échafaud, afin d'y recueillir des reliques du martyr pour la liberté allemande
Les Autorités parvinrent, difficilement, à enfin canaliser les pèlerins, et transportèrent les restes de Sand jusqu'au cimetière luthérien de Mannheim, sur la route vers Heidelberg, où ils furent discrètement inhumés, afin d'éviter de le transformer en lieu de pèlerinage.
Et pèlerinages il y eut, durant les cinq années qui suivirent l'exécution : ainsi, Dumas, pour son enquête, rendit visite (douze années après l'affaire) au bourreau à Heidelberg et y appris du fils de ce dernier que Widemann, très touché par la mort de Sand, avait tenu à conserver des pièces de l'échafaud qu'il avait fait retailler en portes et fenêtres, depuis régulièrement tailladées par des étudiants en mal de souvenirs.

### Compagnons pour l'éternité

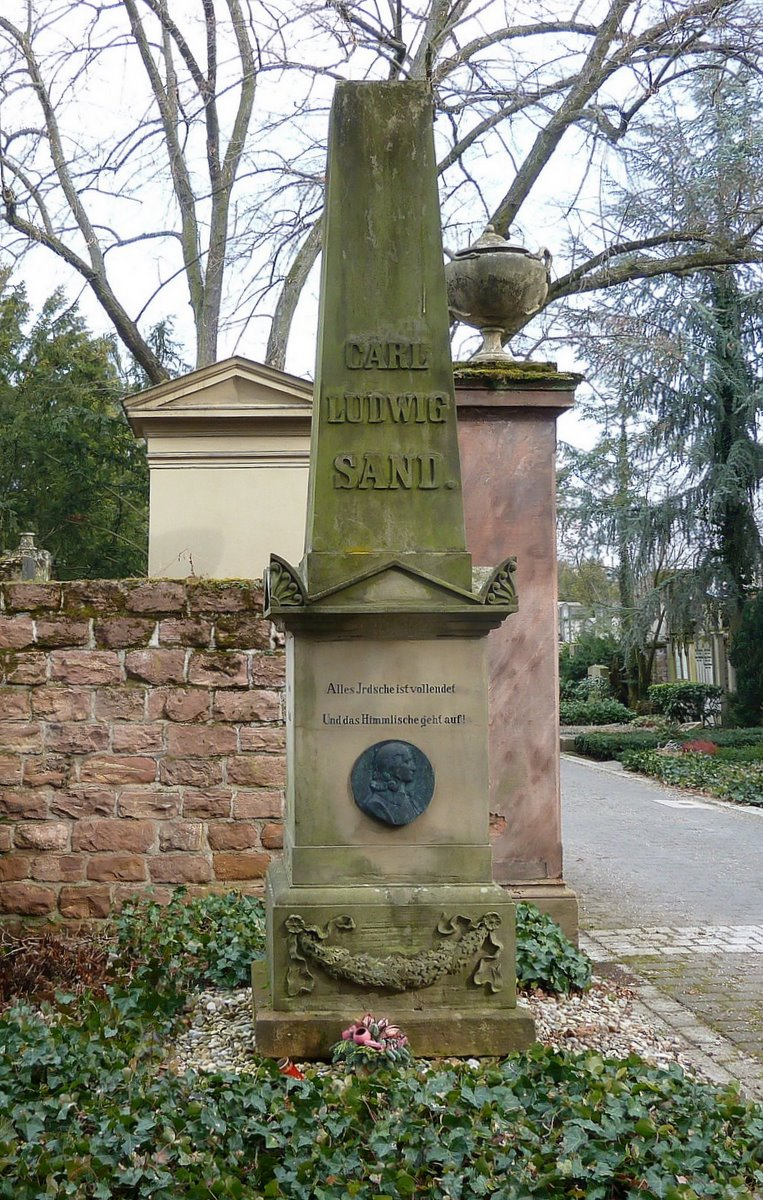
Tombe de Karl-Ludwig Sand (cimetière)

Ironie de l'histoire, les mausolées de Kotzebue et de son jeune assassin voisinent désormais au cimetière de Mannheim (de), situés respectivement aux emplacements no 83 et no 138; en réalité, les cendres du condamné, d'abord conservées dans le cimetière luthérien, y furent translatées en 1869, en préparation du cinquantième anniversaire de son décès. Le monument de Sand - pyramide tronquée (grès) et médaillon de bronze - serait du sculpteur allemand Kowan et daterait de 1906. Au-dessus du médaillon, un célèbre vers du poète Théodore Körner, que Sand aimait tant : Alles Ird'sche ist vollendet, und das Himmlische geht auf! (Bundeslied vor der Schlacht (12 mai 1813).
Le monument de Kotzebue lui fait écho qui porte: que le ciel lui pardonne, il a pardonné au monde...

## Conséquences: promulgation des Décrets de Carlsbad
Peu après la mort de Kotzebue en mars 1819, un jeune apothicaire d'Idstein, Karl Löning (de) (1791- 18 juillet 1819), lui aussi membre d'une fraternité étudiante, tenta d'assassiner la même année (1er juillet 1819) le président réformateur du duché de Nassau, Carl Friedrich Emil von Ibell (de) (1780-1834). Cette fois-ci, la victime résista et vint à bout de l'agresseur qui, une fois arrêté, se suicida en prison en avalant du verre pilé.
Les deux affaires Sand et Löhning - qui se réclamaient tous deux des thèses révolutionnaires de Follen - servirent de prétexte à Metternich pour museler durablement les universités allemandes (décrets de Carlsbad - 20 septembre 1819).